# Águeda
Águeda là một huyện thuộc tỉnh Aveiro, Bồ Đào Nha. Huyện này có diện tích 335 km², dân số thời điểm năm 2001 là 49041 người.